# Дипломатика

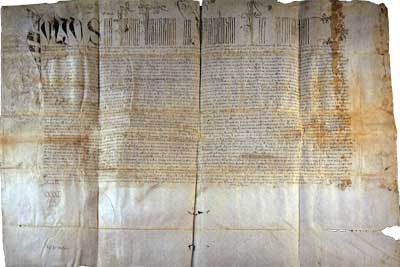
Булла папы римского Юлия II (пергамент, готическое письмо; 1505)

Диплома́тика — вспомогательная историческая дисциплина, изучающая исторические акты (юридические документы).
Диплома́тика исследует древнейшие документы дипломатического и юридического характера: грамоты, акты и тому подобные тексты и их оригиналы. Одна из её задач — отличать подложные акты от настоящих.
Почти все древние народы имели письменные документы и хранили их в храмах или общественных зданиях. После падения Западной Римской империи документы стали употребляться реже; трактаты заключались в народных собраниях и сохранялись в памяти, с помощью символов и знаков. Одни духовные имели грамоты и составляли свидетельства на дары и приобретения, на займы, на получение доходов, отдачу в наём и пр. Светские люди многих их грамот не признавали; дело часто доходило до суда. Особенно много было споров в Германии в XVI в., когда спорили о подложности диплома кор. Дагоберта на аббатство св. Максима, о грамоте Людовика I монастырю Линдаусскому, об Оттоновых привилегиях г. Магдебургу и т. д. Эти споры, главным образом, и вызвали возникновение исторической критики документов-дипломов, или «дипломатической критики».
Родоначальником дипломатики считается Конринг, который в своем сочинении «Censura diplomatis quod Ludovico imperatori fert acceptum connubium Lindaviense» (1672) впервые систематически указал правила определения подлинности документов, советуя обращать внимание на почерк, язык, формулы общих выражений и материал. Вторым шагом в развитии дипломатики стало сочинение бельгийского иезуита Даниэля Папеброха (англ.): «Propylaeum antiquarium circa veri ас falsi discrimen in vetustis membranis», помещённое во II томе «Acta sanctorum Aprilis» (1675) и предлагающее уже целую систему дипломатической критики. Так как Папеброх выражал сомнение в подлинности многих древних и важнейших документов бенедиктинцев, то бенедиктинский монах Мабильон написал ответ, в своём знаменитом произведении: «De re diplomatica» (1-е изд., Париж, 1681 г.; 2-е с допол., Париж, 1764 г.; 3-е, Неаполь, 1789 г.). Оно дало имя научной дисциплине и стало её главной основой. Мабильон подробно останавливается почти на всех вопросах, которые решает и современная дипломатика. Начав с деления и определения вида документов с древнейших времен и у всех европейских народов, он приводит образцы их, доказывает их достоверность, говорит о материале для письма, формах письма, стиле и т. д.
После Мабильона в течение долгого времени развивались только отдельные части дипломатики. Так, англичанин Мадокс (англ.) расширил формуловедение, Гейнекций открыл новый путь для науки «о печатях», а аббат Бессель, в «Chronikon Gotwinsi» (1732), изложил специальную дипломатику документов германских королей и императоров от Конрада I до Фридриха II и положил начало дипломатической географии Германии. Продолжателями его явились Гейман и Тейгенбаум, написавшие «Commentarii de re diplomatica imperii Germanici» (Нюрнберг, 1745—1753). Француз Монфокон прибавил греческое актоведение, а Шарпантье — знание тиронских нот; сюда же следует отнести собранные Барингом и Вальтером пробы букв и сокращения латинского письма. В Германии около середины XVIII столетия дипломатика вошла в число предметов университетского преподавания и с этой целью скомпилирована Экгардом (1742) и Иоахимом (1748). С более богатыми вспомогательными средствами, но в сущности также с точки зрения Мабильона, изложили дипломатику два бенедиктинца, Тассен (англ.) и Тустен (англ.), в труде «Nouveau traité de diplomatique» (Пар., 1750-1765). В 1750 году появилось сочинение Датина, Дюрана и Клемансо: «Art de vérifier les dates», в котором излагались основы исторической и дипломатической хронологии. После этого систематически пытались изменить дипломатику сперва Грубер (1783), потом Цинкернагель (1800) и Шенеман. Лучшей попыткой следует считать труд Шенемана, хотя и не оконченный: «Versuch eines vollständigen Systems der D.» (Гамб., 1800-1). С тех пор дипломатика, лишившаяся вследствие политических переворотов в Германии значительной части своего практического значения в решении вопросов права, не разрабатывалась более в общих сочинениях и учебниках, но зато её разработка успешно была направлена в другую сторону — в управление и пользование архивами, руководимое всё более и более научными принципами. К плодам этого изучения следует отнести многочисленные сборники грамот и актов, содействовавшие развитию исторической науки. Рядом с этим были подвинуты и отдельные ветви дипломатики, например, письмоведение (Копп и др.), хронология (Корник), сфрагистика и геральдика (Мелли, Берндт и др.) и так далее. Продолжение интереса к дипломатике в Германии доказывается рядом журналов, напр.: «Archiv für die ältere deutsche Geschichtskunde», Герца; «Zeitschrift für Archivkünde»; «Diplomatic n. Geschichte», Гефера, Эргарда и Медема; «Zeitschrift für die Archive Deutschlands», Фридемана, и др. 
Русская историография не имеет по дипломатике вообще не только ни одного труда, но даже ни одной статьи; есть только несколько сочинений по отдельным частям дипломатики. Так, вопрос о бумаге разработан в труде Н. П. Лихачева: «Бумага и бумажные мельницы в России» (СПб., 1891); образцы филиграней на бумаге представлены Лаптевым («Опыт в старинной русской дипломатике», СПб., 1824) и Тромониным («Изъяснение знаков, видимых на бумаге», М., 1844); о сфрагистике писал Родзевич («О русской сфрагистике» — в «Вестнике арх. и истории», т. XI). Можно также найти несколько статей и заметок, касающихся дипломатики, в изданиях археографических комиссий и археологических обществ.
При определении подлинности документов являются следующие вопросы: на чем они писались; чем, по какой форме, как и кем подписывались; где прикладывались печати, когда и где писались — или, другими словами, вопросы о материале, орудиях письма, способах письма, формах, подписях, печатях и времени.
I. До XIV в. общеупотребительным материалом для письма был пергамент, назыв. у нас «мехом» или кожей. В Зап. Европе наряду с ним входила в употребление еще с XI в. бумага, проникшая на Русь, через ганзейцев и Новгород, в первой половине XIV в. (см. Бумага).
II. В вопросах об орудиях и способах письма и о языке Д. ближе всего сталкивается с палеографией, которая обычно и даёт на них ответы. Пергаментные книги на Руси писались преимущественно в четвертку, реже в лист и восьмую долю; бумажные книги — чаще в лист и в два столбца. Заглавные и начальные буквы писались иногда красками и киноварью, а также покрывались золотом. Язык зап.-европейских важнейших и международных грамот — латинский до конца XVII в., затем французский. Акты менее важные и касающиеся отдельной местности, особенно в позднейшее время, писались на местном языке.
III. Формы изложения документов мало различались, несмотря на разнообразие их видов. Обычно грамоты начинались с воззвания к Богу и объявления имени и титула пишущего или только последнего (без воззвания); далее следовало содержание грамоты.
IV. Для удостоверения документов употреблялись подписи и печати. О почерке, подписи, печати русских грамот см. соотв. статью. В Византии и Западной Европе документы то подписывались императорами и королями, то помечались особыми знаками и монограммами и удостоверялись печатями и подписью канцлеров или других лиц.
V. Вопрос о времени — самый важный. Многие древние грамоты не имеют обозначения времени. Для определения его, если его нельзя узнать из их содержания, прибегают к помощи палеографии, изучая почерки письма и язык, и затем к изучению водяных знаков или филиграней. Представляя или герб владельца, или нечто условное, последние всегда относились к одному или нескольким годам и давали, в общем, следующие указания: 1) формата бумаги, 2) ее сорта, 3) имени фабриканта, 4) названия места и 5) года выделки. Обычай делать филиграни, как доказал Брике, возник на Западе около конца XIII ст. и не был известен на Востоке.
Древнейшие филиграни (водяные знаки) отличались простотой конструкции; впоследствии же было констатировано несколько тысяч их разновидностей. Как сама бумага впервые в Европе стала распространяться и выделываться в Италии, так и первые филиграни — итальянские, послужившие образцом для всех западно-европейских фабрикантов. Брике говорит, что итальянскую бумагу можно узнать по следующим наиболее типичным филиграням: 1) крыло птицы, пробитое стрелой; 2) ангел, держащий крест в руке; 3) бочонок; 4) шлем; 5) венок и 6) знамя. Наиболее типичные французские филиграни, отличающие французскую бумагу от других: 1) три лилии на геральдическом щите (XIV—XV вв.); 2) дельфин (XIV в.); 3) гербы городов (XV—XVI в.); 4) петух и 5) собака (XVI в.). В Германии собственная бумага только с XV в.; филиграни, отличающие ее: 1) свинья (XVI в.) и 2) гербы государства и городов. В Польше собственная бумага с половины XVI в. Филиграни, отличающие ее от других: 1) топор, 2) лилии и 3) шляхетские гербы. Голландские филиграни: 1) лев и 2) рог в геральдическом щите.
На русских грамотах до XVIII века находим множество разнообразнейших филиграней, которыми стали пользоваться для определения времени грамот лишь недавно, когда на Западе вопрос о филигранях подвергся тщательной обработке; теперь по ним довольно точно можно определить приблизительное время наших древнейших бумаг, не имеющих хронологических дат. На бумаге русского производства наиболее употребительны филиграни: 1) двуглавый орел и 2) Георгий Победоносец.